# میدریج (میزوری)
میدریج (به انگلیسی: Midridge) یک منطقهٔ مسکونی در ایالات متحده آمریکا است که در میزوری واقع شده‌است. میدریج ۳۴۲٫۹ متر بالاتر از سطح دریا واقع شده‌است.